# Umarme mich
Umarme mich ist ein Lied des deutschen Pop-Duos Ich + Ich. Das Stück ist die vierte Singleauskopplung aus ihrem Debütalbum Ich + Ich.

## Entstehung und Artwork
Geschrieben und produziert wurde das Lied von Florian Fischer, Annette Humpe, Sebastian Kirchner und Adel Tawil. Gemischt wurde die Single in den Berliner Tritonus Studios, unter der Leitung von Olaf Opal und seinem Assistenten Oliver Zülch. Die Aufnahmen fanden in den Berliner Tonstudios Aquarium und Keller, unter der Leitung von Florian Fischer, Sebastian Kirchner und Adel Tawil statt. Das Lied wurde unter dem Musiklabel Polydor veröffentlicht. Auf dem Cover sind – neben Künstlernamen und Liedtitel – Humpe und Tawil von Ich + Ich in verblasten Farben zu sehen.

## Veröffentlichung und Promotion
Die Single-Erstveröffentlichung von Umarme mich fand am 29. November 2005 als Download statt. Die Veröffentlichung eines physischen Tonträgers folgte drei Tage später am 2. Dezember 2005 in Deutschland, Österreich und der Schweiz. Die Maxi-Single beinhaltet neben der „Single Version“ auch zwei Remixversionen der DJs Phil Fuldner und Sono von Umarme mich, sowie die Lieder Dienen und Ich hab Zeit als B-Seite. Eine exklusiv bei iTunes erschienene Download-EP ist um das Lied Nur jemand den ich kannte als weitere B-Seite erweitert.
Liveauftritte von Umarme mich im Hörfunk oder Rundfunk blieben in Deutschland, Österreich und der Schweiz bis heute aus. Das Duo spielte das Lied nur auf ihren Konzerten live.

## Inhalt
Der Liedtext zu Umarme mich ist in der deutschen Sprache geschrieben. Die Musik wurde gemeinsam von Florian Fischer, Annette Humpe, Sebastian Kirchner und Adel Tawil verfasst. Der Liedtext wurde eigens von Anette Humpe verfasst. Musikalisch bewegt sich das Stück im Bereich der Popmusik.
Das Lied wird hauptsächlich von Tawil gesungen. Humpe ist lediglich gegen Ende im Hintergrund zu hören, in dem sie einige Schlagwörter des Liedtextes wiederholt. Im Lied geht es um eine Person, die hart arbeitet und es weit im Leben gebracht hat. Doch alleine die hohe Position in der Arbeitswelt macht diese Person nicht glücklich, sondern nur das Gefühl nach Nähe mit einem bestimmten Partner lässt die Person glücklich sein.

„Umarme mich, leg meinen Kopf in deinen Schoss.

Beruhige mich und lass mich nicht mehr los.

Gib mir von deiner Energie,

ich steh als Bettler hier vor dir.“

## Musikvideo
Wie die beiden vorangegangenen Singles Du erinnerst mich an Liebe und Dienen besteht auch dieses Musikvideo größtenteils aus einer Comicanimation. Zu sehen ist der Alltag eines kleinen Arbeiters, der sich in seine Kollegin verliebt hat. Der Chef von ihm hat ebenfalls ein Auge auf diese Mitarbeiterin geworfen. Letztendlich gewinnt er sie für sich und das Video endet mit einer Sexszene der beiden. Zwischendurch ist in jedem Bildschirm (Computer, Fernsehen usw.) Tawil in schwarz-weiß zu sehen. Wie in den vorangegangenen Videos ist hier auch wieder ein kleiner weißer Hund im Video zu finden. Er wird an der Kasse als kleines Kuscheltier angeboten. Humpe taucht nur ganz kurz gegen Ende an der Seite von Tawil auf. Die Gesamtlänge des Videos ist 3:50 Minuten. Regie führten Alexander Gellner (Animation), Rudi Dolezal und Hannes Rossacher.

## Mitwirkende
| Liedproduktion - Florian Fischer: Komponist, Musikproduzent, Tonmeister - Annette Humpe: Hintergrundgesang, Keyboard, Komponist, Liedtexter, Musikproduzent - Sebastian Kirchner: Komponist, Musikproduzent, Tonmeister - Olaf Opal: Abmischung - Adel Tawil: Gesang, Komponist, Musikproduzent, Tonmeister - Oliver Zülch: Abmischung Musikvideo - Rudi Dolezal: Regisseur - Alexander Gellner: Regisseur - Hannes Rossacher: Regisseur | Unternehmen - Aquarium: Tonstudio - George Glueck Publishing: Verlag - Keller: Tonstudio - Polydor: Musiklabel - Tritonus Studios: Abmischung - Universal Publishing Production Music: Verlag |

## Chartplatzierungen
Umarme mich erreichte in Deutschland Position 41 der Singlecharts und konnte sich insgesamt neun Wochen in den Charts halten. In Österreich erreichte die Single Position 17 und konnte sich insgesamt 19 Wochen in den Charts halten.
Für Ich + Ich ist dies der vierte Charterfolg in Deutschland sowie der dritte in Österreich. Für Tawil als Autor war dies sein zehnter Charterfolg in Deutschland sowie sein zweiter in Österreich. Als Produzent ist es sein fünfter Charterfolg in Deutschland sowie sein vierter in Österreich. Für Humpe als Autorin war Umarme mich ihr 21. Charterfolg in Deutschland sowie ihr neunter in Österreich. Als Produzentin ist es bereits ihr 24. Charterfolg in Deutschland, sowie ihr 13. in Österreich.